# Haploa conscita
Haploa conscita là một loài bướm đêm thuộc phân họ Arctiinae, họ Erebidae.